# Gordon Morgan Holmes

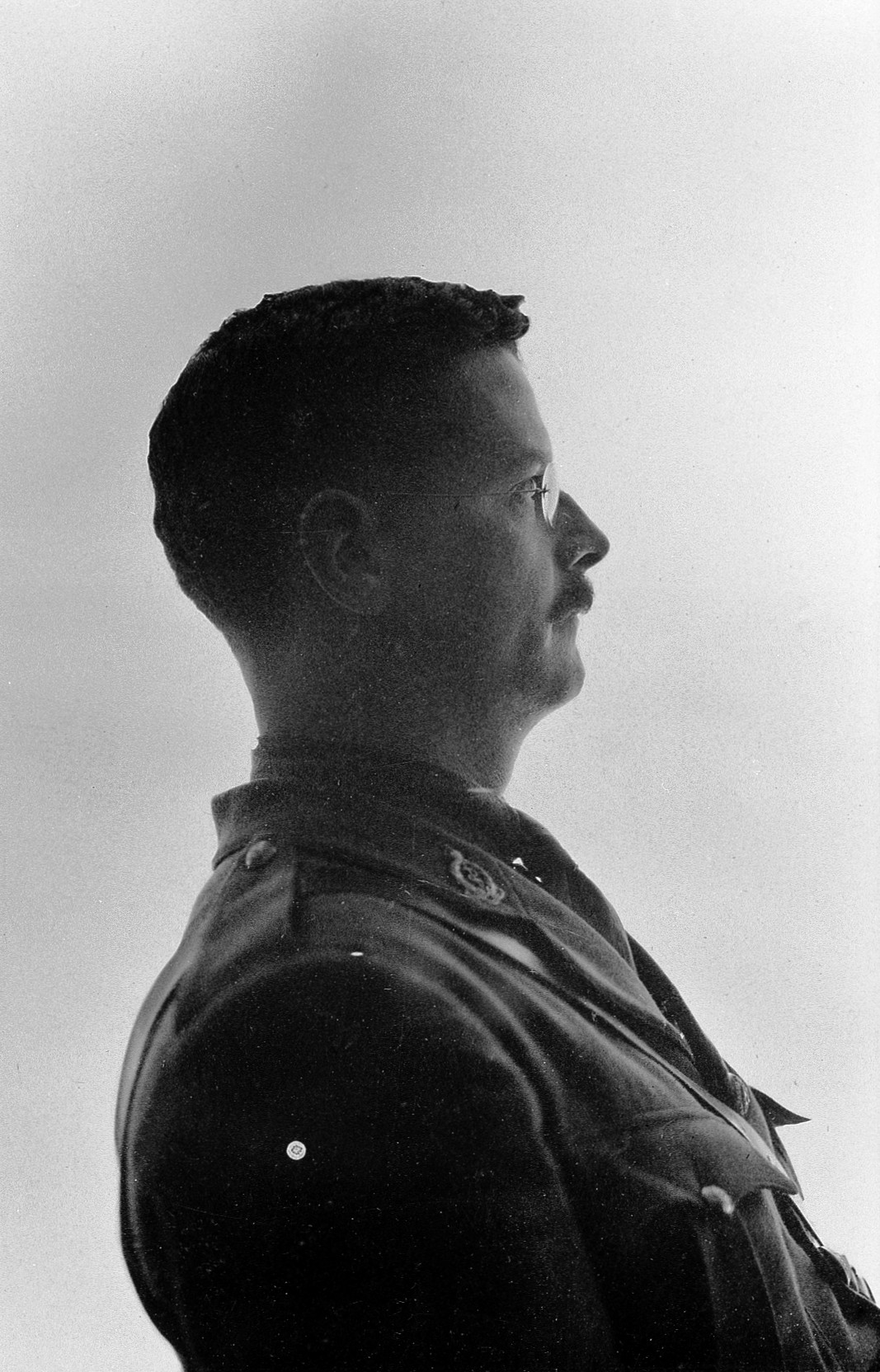
Gordon Morgan Holmes

Sir Gordon Morgan Holmes, CMG, CBE (* 22. Februar 1876 in Dublin; † 29. Dezember 1965 in Farnham) war ein irischer Neurologe. Bekannt geworden ist er unter anderem wegen des nach ihm und seinem Kollegen Thomas Grainger Stewart benannten Stewart-Holmes-Syndroms. Siehe auch Holmes-Syndrom.

## Leben
Gordon Morgan Holmes wurde als Sohn eines erfolgreichen Farmers aus Dellin House, Castlebellingham, County Louth (rund 40 Meilen nördlich von Dublin) geboren. Der frühe Tod seiner Mutter Kathleen, geborene Morgan, und die Wiederheirat seines Vaters beeinträchtigten Holmes in seiner Entwicklung und er wurde zum Eigenbrötler, obwohl er drei Brüder und drei Schwestern hatte.
Trotz einer fortwährenden Legasthenie war er ein hervorragender Schüler und studierte nach seiner Jugend im Internat der Dundalk Academy am Trinity College in Dublin Medizin. Er graduierte 1897 im Alter von 21 Jahren.
Unmittelbar danach verließ er seine Heimat und ermöglichte sich die Überfahrt nach Neuseeland als Schiffsarzt. Als Doktorand im Bereich der Neurologie arbeitete er zweieinhalb Jahre in Deutschland, zunächst in Berlin und später in Frankfurt am Main am Forschungsinstitut Senckenberg, zusammen mit Ludwig Edinger und Carl Weigert.
Später ging er zurück nach London und wurde Arzt am National Hospital for Neurology and Neurosurgery am Queen Square unter John Hughlings Jackson, dem bedeutendsten britischen Neurologen.
1906 wurde Holmes zum Direktor für klinische Forschung am Queen Square, wo er 1908 seine Arbeit in Zusammenarbeit mit Henry Head begann, bei der sich die beiden trotz Meinungsverschiedenheiten bis zum Beginn des Ersten Weltkrieges hervorragend ergänzten.
Holmes verspürte erneut Abenteuerdrang und sah seinen Platz an der Seite von Captain Robert Falcon Scott bei dessen Südpol-Expedition, die unter schlechten Sternen stand. Aufgrund einer Achillessehnenruptur musste er von diesem Plan Abstand nehmen und nutzte die Erholungszeit zur Erlangung eines höheren medizinischen Grades. 1910 gehörte er dem Kollegium des National Hospitals an, als ein älterer Kollege unerwartet verstarb. Von da an drehte sich sein Leben um seine Behandlungs- und Lehrtätigkeiten in diesem Krankenhaus.
Nach dem Beginn des Ersten Weltkrieges wurde er beratender Arzt der britischen Expeditionskräfte, wo er mit seinem neurochirurgischen Kollegen Percy Sargent in einem Feldlazarett diente. Während seiner Zeit in Frankreich lernte er seine zukünftige Ehefrau Dr. Rosalie Jobson, eine  Oxford-Akademikerin und internationale Sportlerin, kennen. Sie war die Tochter des späteren Brigadearztes W. Jobson. Mit ihr zusammen hatte er drei gemeinsame Kinder namens Kathleen, Rosalie und Elizabeth.
Holmes’ Auseinandersetzungen mit Schussverletzungen erweckten erneut sein Interesse an Hirnstörungen.
Als er nach Ende des Krieges an das Charing Cross Hospital zurückkehrte, wurde er von William John Adie begleitet, einem jungen Australier, der später ein guter Freund von Holmes wurde. Zusammen veröffentlichten sie 1941 mehrere Arbeiten.
Im Zeitraum zwischen den Weltkriegen hatte Holmes Anstellungen am Queen Square, im Moorfields Eye Hospital und am Charing Cross Hospital.
Außerhalb der Medizin interessierte sich Holmes für gotische Kirchenarchitektur, die Geologie von Irland, den Garten und den Golfsport.
1936 wurde Sir Gordon Holmes zum Mitglied der Leopoldina gewählt. Seine akademischen Abhandlungen führten zur Aufnahme in die Royal Society und zu verschiedensten Ehrentiteln, und für seine Beiträge auf dem Gebiet der Neurologie wurde er 1951 mit dem Ritterschlag als Knight Bachelor ausgezeichnet. Für seine Verdienste im Ersten Weltkrieg erlangte er die Auszeichnungen Order of St. Michael and St. George und Order of the British Empire.

## Veröffentlichungen (Auswahl)
- mit Thomas Grainger Stewart: Symptomatology of cerebellar tumors: A study of forty cases.  In: Brain. Band 27, (London) 1904, S. 522–591.
- A case of virilism associated with a suprarenal tumour: recovery after its removal. In: vierteljährl.  Journal of Medicine. Band 18, (Oxford) 1925, S. 143–152.
- mit Henry Head: Sensory disturbances from cerebral lesions. In: Brain. Band 34, (Oxford) 1911, S. 102–254.
- mit Henry Head: First systematic account of the functions of the thalamus and its relationship to the cerebral cortex. Nachdruck für neurologische Studien, 1920.
- mit Henry Head, William Halse Rivers, James Sherren, Harold Theodore Thompson und George Riddoch: Studies in Neurology. 2 Bände. H. Frowde, Hodder & Stoughton, Londin 1920.
- The Natural Hospital 1860–1948. E & S Livingstone Ltd., Edinburgh/Londin 1954.